# 코뿔소속
코뿔소속(Rhinoceros)은 코뿔소의 한 속이다. 두 종 모두 멸종의 위협을 받는 종이며, 인도코뿔소와 자와코뿔소 두 종으로 나뉜다.

## 하위 종
- 인도코뿔소 (Rhinoceros unicornis)
- 자바코뿔소(자와코뿔소) 또는 순다코뿔소 (Rhinoceros sondaicus)